# Ministerio de Salud Pública (Cuba)
El Ministerio de Salud Pública (siglas: MINSAP) de Cuba es el organismo rector del Sistema Nacional de Salud, encargado de dirigir, ejecutar y controlar la aplicación de la política del Estado y del gobierno en cuanto a la salud pública, el desarrollo de las Ciencias Médicas y la industria médico-farmacéutica.

## Ministros de Salud Pública de Cuba (1959-actualidad)
- Julio Martínez Páez (1959)
- Serafín Ruiz de Zárate (1959-1960)
- José Ramón Machado Ventura (1960-1968)
- Heliodoro Martínez Junco (1968-1972)
- José A. Gutiérrez Muñiz (1972-1979)
- Sergio del Valle Jiménez (1979-1985)
- Julio Teja Pérez (1985-1995)
- Carlos Dotres Martínez (1995-2002)
- Damodar Peña Pentón (2002-2005)
- José Ramón Balaguer (2005-2010)
- Roberto Morales Ojeda[1] (2010-2018)
- José Ángel Portal Miranda (2018-actualidad)